# Bounos
Bounos, en grec ancien Βοῦνος, est dans la mythologie grecque, un fils d’Hermès et roi d’Ephyre, ancien nom de la ville de Corinthe.

## Mythologie
Il reçoit le trône d’Éétès, lorsqu’il émigre vers la Colchide, après l’avoir lié par serment qu’il rendrait ce trône à son retour, ou au retour de l’un de ses enfants. Il a fondé un temple à Héra sur la route qui menait vers l’Acrocorinthe. Bounos mort, Épopée de Sicyone, venu de Thessalie, étendit son royaume en y annexant la région de Corinthe. Pausanias dit d’après les récits d'Eumélos de Corinthe que sa version des faits est propre à Corinthe.